# Paragavialidium curvispinum
Paragavialidium curvispinum är en insektsart som beskrevs av Zheng, Z. 1994. Paragavialidium curvispinum ingår i släktet Paragavialidium och familjen torngräshoppor. Inga underarter finns listade i Catalogue of Life.